# Norflurazepam
Norflurazepam (também conhecido como N-desalquilflurazepam) é um análogo da benzodiazepina e um metabólito ativo de vários outros medicamentos benzodiazepínicos, incluindo flurazepam, flutoprazepam, fludiazepam, midazolam, flutazolam, quazepam, e loflazepato de etilo. Tem ação prolongada, com tendência a se acumular no organismo e se liga de forma não seletiva a vários subtipos de receptores de benzodiazepina. Foi vendido como droga sintética de 2016 em diante.

## Sinônimos
- N-1-Desalquilflurazepam
- N-desalquil-2-oxoquazepam
- N-desalquilflutoprazepam
- Ro 5-3367
- TL8002277